# Nemorilloides flaviventris
Nemorilloides flaviventris là một loài ruồi trong họ Tachinidae.